# Ашок Мурти
Ашок Мурти (Шабац, 2. јун 1962) српски је модни стилиста и предузетник. Сматра се да је један од водећих стилиста јавне сцене у Србији.
Рођен је и одрастао је у Шапцу, где стиче основно и средње образовање. Отац му је био Индијац, а мајка Српкиња. У раним годинама је почео да се бави цртањем, а његов таленат бива примећен од стране деде и његових наставника у школи, након чега би био уписан у специјалну школу за таленте. 
Ашок се сели у Београд да би студирао на Архитектонском факултету, а у једном моменту током својих студија је одслужио војни рок у ЈНА.
Након дипломирања, Ашок је остао у Београду и почиње да ради као архитекта до 1994. године. Након отварања БК телевизије, добио је позив да ради као стилиста на тој телевизији, где остаје до 2001. године. Наставио је своју каријеру на Пинк телевизији где остаје све до 2007. године, након чега се повлачи са јавне сцене. Последњих година се бави модним консалтингом у фирми чији је власник.